# Cees Juffermans
Cornelis Theophillus Jacobus "Cees" Juffermans (* 10. Februar 1982 in Stompwijk) ist ein ehemaliger niederländischer Shorttracker.

## Werdegang
Juffermans belegte bei den Juniorenweltmeisterschaften 1997 in Marquette den 19. Platz und bei den Juniorenweltmeisterschaften 1998 in St. Louis den sechsten Rang im Mehrkampf. In der Saison 1998/99 kam er bei den Juniorenweltmeisterschaften 1999 in Montreal und bei den Europameisterschaften 1999 in Oberstdorf jeweils auf den 13. Platz im Mehrkampf. Zudem holte er in Oberstdorf die Silbermedaille mit der Staffel. Im folgenden Jahr errang er bei den Juniorenweltmeisterschaften in Székesfehérvár den 22. Platz im Mehrkampf und bei den Europameisterschaften in Bormio den siebten Platz im Mehrkampf. Nach Platz 13 im Mehrkampf bei den Juniorenweltmeisterschaften 2001 in Warschau in der Saison 2000/01, erreichte er in Trnava mit dem dritten Platz über 1500 m seine einzige Podestplatzierung im Weltcup und wurde bei den Teamweltmeisterschaften 2001 in Nobeyama Achter. Bei den Europameisterschaften 2001 in Den Haag gewann er die Silbermedaille im Mehrkampf. Beim Saisonhöhepunkt, den Weltmeisterschaften 2001 in Jeonju, belegte er den 22. Platz im Mehrkampf und den siebten Rang mit der Staffel. In der Saison 2001/02 lief er mit mehreren Top-Zehn-Platzierungen auf den neunten Platz im Mehrkampf-Weltcup und auf den siebten Rang in der Weltcupwertung über 1500 m. Bei den Weltmeisterschaften 2002 in Montreal kam er auf den 24. Platz im Mehrkampf und bei den Olympischen Winterspielen 2002 in Salt Lake City auf den 20. Platz über 500 m, auf den 18. Rang über 1000 m sowie auf den achten Platz über 1500 m. 
In den folgenden Jahren belegte Juffermans bei den Weltmeisterschaften 2003 in Warschau den 26. Platz im Mehrkampf, bei den Europameisterschaften 2003 in Sankt Petersburg den 14. Platz im Mehrkampf sowie den siebten Rang mit der Staffel, bei den Weltmeisterschaften 2004 in Göteborg den 25. Platz im Mehrkampf und bei den Europameisterschaften 2004 in Zoetermeer den achten Platz im Mehrkampf sowie den vierten Rang mit der Staffel. In der Saison 2004/05 kam er bei den Weltmeisterschaften 2005 in Peking auf den 21. Platz im Mehrkampf und holte bei den Europameisterschaften 2005 in Turin die Silbermedaille mit der Staffel. Zudem wurde er dort Sechster im Mehrkampf. In seiner letzten aktiven Saison 2005/06 lief er bei den Europameisterschaften 2006 in Krynica-Zdrój auf den neunten Platz im Mehrkampf sowie auf den fünften Rang mit der Staffel, beim Saisonhöhepunkt, den Olympischen Winterspielen 2006 in Turin, auf den 16. Platz über 1500 m sowie auf den 11. Rang über 500 m und bei den Weltmeisterschaften 2006 in Minneapolis auf den 15. Platz im Mehrkampf.

## Erfolge

### Olympische Spiele
- 2002 Salt Lake City: 8. Platz 1500 m, 18. Platz 1000 m, 20. Platz 500 m
- 2006 Turin: 11. Platz 500 m, 16. Platz 1500 m

### Shorttrack-Weltmeisterschaften
- 2001 Jeonju: 7. Platz Staffel, 15. Platz 1000 m, 22. Platz Mehrkampf, 24. Platz 1500 m, 29. Platz 500 m
- 2002 Montreal: 13. Platz 1000 m, 21. Platz 1500 m, 24. Platz Mehrkampf, 37. Platz 500 m
- 2003 Warschau: 18. Platz 1000 m, 22. Platz 1500 m, 26. Platz Mehrkampf, 57. Platz 500 m
- 2004 Göteborg: 17. Platz 1000 m, 25. Platz Mehrkampf, 33. Platz 1500 m, 45. Platz 500 m
- 2005 Peking: 21. Platz 1000 m, 21. Platz Mehrkampf, 21. Platz 500 m, 25. Platz 1500 m
- 2006 Minneapolis: 11. Platz 500 m, 15. Platz 1500 m, 15. Platz Mehrkampf, 25. Platz 1000 m

### Team-Weltmeisterschaften
- 2001 Nobeyama: 8. Platz

### Europameisterschaften
- 1999 Oberstdorf: 2. Platz Staffel, 13. Platz Mehrkampf
- 2000 Bormio: 7. Platz Mehrkampf
- 2001 Den Haag: 2. Platz Mehrkampf
- 2003 St. Petersburg: 7. Platz Staffel, 14. Platz Mehrkampf
- 2004 Zoetermeer: 4. Platz Staffel, 9. Platz Mehrkampf
- 2005 Turin: 2. Platz Staffel, 6. Platz Mehrkampf
- 2006 Krynica-Zdrój: 5. Platz Staffel, 9. Platz Mehrkampf

## Persönliche Bestleistungen
| Disziplin | Zeit         | Datum             | Ort           |
| --------- | ------------ | ----------------- | ------------- |
| 500 m     | 43,153 s     | 21. Januar 2006   | Krynica-Zdrój |
| 1000 m    | 1:27,897 min | 20. November 2005 | Den Haag      |
| 1500 m    | 2:16,906 min | 22. Januar 1999   | Oberstdorf    |
| 3000 m    | 4:52,971 min | 23. Januar 2000   | Bormio        |